# Socialpædagogik
Socialpædagogik er en socialfaglig retning inden for pædagogikken. Der er tale om en handlingspædagogik, der er knyttet til gadearbejde og social praksis.
Den polske sociolog og pædagog Helena Radlińska var den første til at tale om socialpædagogik i 1905. Senere hovedteoretikere og inspiratorer er Janusz Korczak , Célestin Freinet, Paulo Freire og Laurent Ott.
Socialpædagogik orienterer sig mod socialt udsatte og mennesker med funktionsnedsættelse, fx handicappede, hjemløse, misbrugere og socialt udsatte børn og unge. Socialpædagoger griber ind i barnets eller den voksnes "naturlige miljøer". Børn og voksne ses som sociale væsener, der er tilpasset det miljø, hvor de vokser op. Socialpædagoger udfører pædagogisk praksis med barnet eller den voksne gennem dets "naturlige" miljø for at imødekomme dets særlige behov og problemer.
I Danmark udbydes Akademiuddannelsen i socialpædagogik samt Master i special- og socialpædagogik . Desuden findes Socialpædagogernes Landsforbund og bladet Socialpædagogen.